# José Vitini

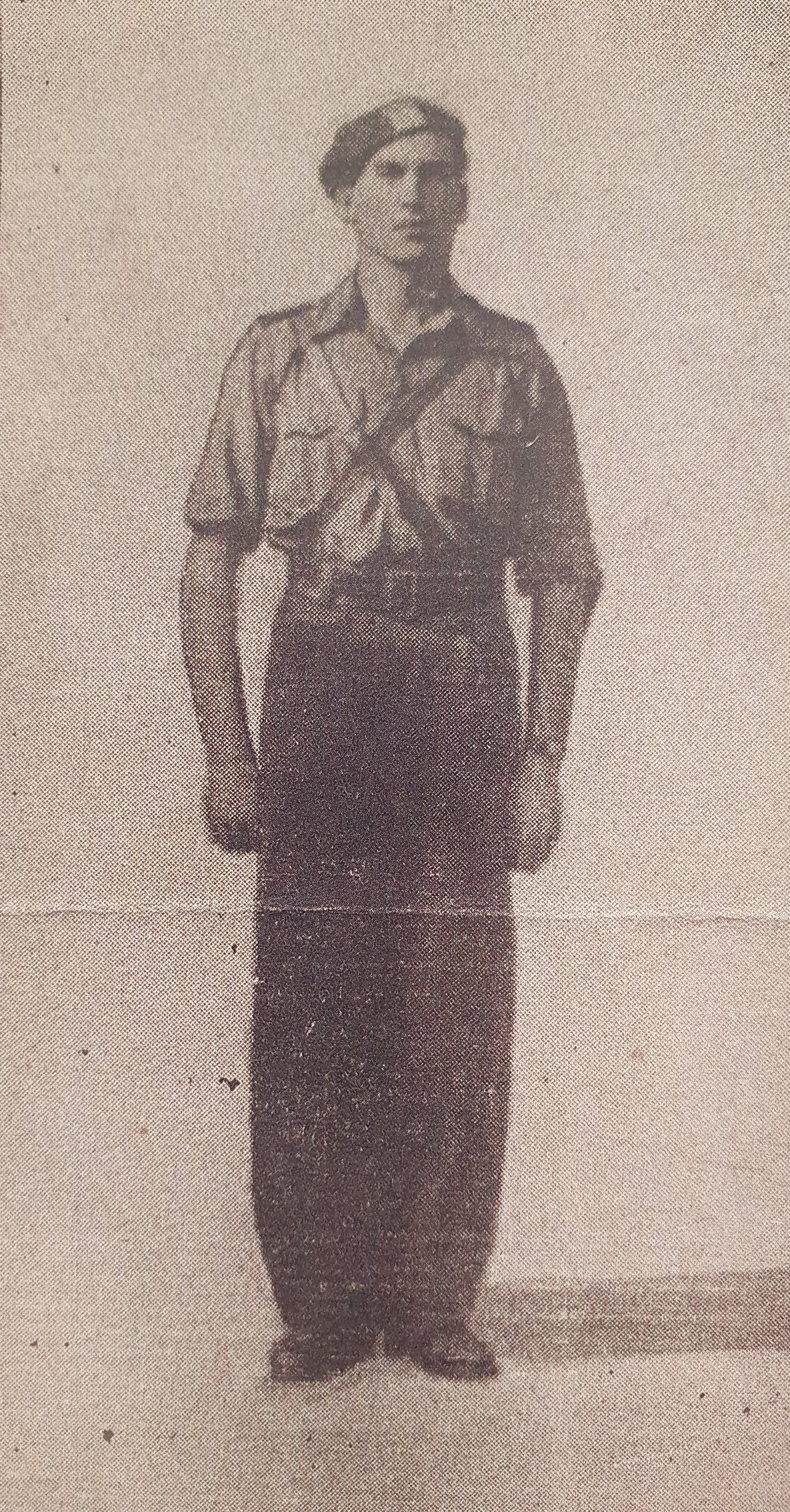
Fotografía de José Vitini

José Vitini Flórez (Gijón 1913-Madrid, 28 de abril de 1945) fue un militante del Partido Comunista; jefe militar de las Fuerzas Francesas del Interior (FFI) y maqui.

## Biografía
Militante comunista desde muy joven, combatió por la República durante la Guerra Civil, viéndose obligado a exiliarse en Francia en febrero de 1939.
Tras la ocupación nazi de Francia, se encuadró en las agrupaciones guerrilleras españolas que fueron el embrión del maqui o guerrilla antinazi en el Midi francés. Tras varios años de lucha enconada y arriesgada alcanzaría el grado de teniente coronel en las FFI. Y al mando de su 168 División, dirigió buena parte de las operaciones guerrilleras que liberarían de nazis la región del Tarn y las ciudades de Albi, Rodez, y Lourdes. Tomó parte, asimismo, en la liberación de París, en agosto de 1944. 
En diciembre de este mismo año, tras la fracasada operación del Valle de Arán, entró clandestinamente en España para hacerse cargo, por orden del PCE, de la organización en Madrid de los Cazadores de la Ciudad, fuerza ésta especializada en la guerrilla urbana y con la misión de desestabilizar el régimen franquista.
Tras varios atentados con explosivos contra sedes oficiales y de FE de las JONS, Vitini, su lugarteniente Juan Casín Alonso y el resto de sus hombres fueron detenidos por la policía militar, entre marzo y abril de 1945, acusados del asesinato de los falangistas Martín Mora Bernáldez y David Lara Martínez el 25 de febrero de 1945, siendo inmediatamente juzgados en Consejo de Guerra sumarísimo y fusilados en el campo de tiro de Carabanchel.
Su hermano Luis, comandante en las FFI y guerrillero en España, fue fusilado en el castillo del Campo de la Bota de Barcelona el 14 de septiembre de 1944. Su otro hermano, Mariano, es el protagonista de la fotografía de Agustí Centelles donde se muestra a un miliciano de perfil disparando, apoyado sobre un caballo muerto, el 19 de julio de 1936 en las calles de Barcelona y que fue portada de Newsweek.